# Troiano (astronomia)

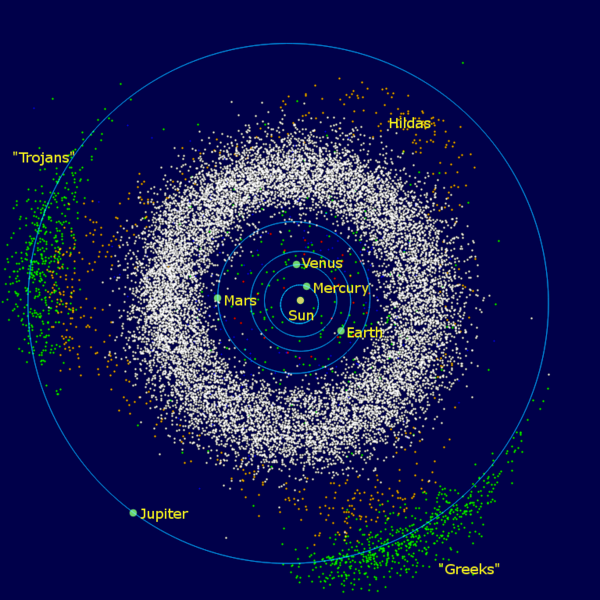
Asteroides troianos (verde) à frente e atrás da órbita de Júpiter, o cinturão principal de asteroides (branco), e a família Hilda de asteroides (marrom).

Troianos são corpos astronômicos, tais como asteroides e satélites, que dividem e orbitam a uma determinada distância de uma órbita com um planeta ou satélite maior, mas não colidem com o último por que a órbita do primeiro está localizada em dois pontos de Lagrange de estabilidade, L4 e L5, 60° à frente e atrás do corpo principal. Os asteroides troianos seguem o planeta como uma guarda indo à frente e atrás da orbita descrita pelo planeta. Constituem um grupo de astros provavelmente originado de algum asteroide que foi capturado pelo campo gravitacional do dado planeta.
Quase todos os planetas do Sistema Solar possuem troianos:
- Troianos de Júpiter;
- Troianos de Marte;[2]
- Troianos de Netuno;
- Troianos da Terra: a Terra tornou-se o quarto planeta do sistema solar a possuir asteroides troianos conhecidos: 2010 TK7 e 2020 XL5.[3][4]
- Troianos de Urano: 2011 QF99 foi identificado como o primeiro asteroide troiano em 2013; ele está localizado no ponto de Lagrange L4;
- Troianos de Vênus: 2013 ND15 é um asteroide troiano temporário, o primeiro a ser identificado em Vênus.

## Satélites troianos

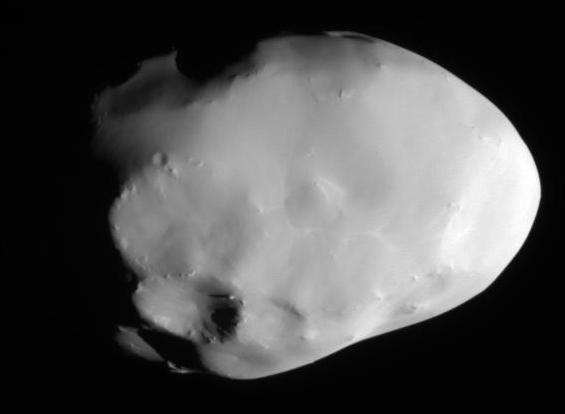
Telesto, satélite troiano de Tétis.

Um satélite troiano é um satélite natural de um planeta ocupando os pontos L4 e L5, 60° à frente de outro satélite. Quatro satélites troianos foram descobertos até o presente, todos em Saturno: Telesto e Calipso (coorbitando com Tétis), e Helene e Polideuces (coorbitando com Dione).